# 锡尔斯塔勒
锡尔斯塔勒（法語：Siersthal，法語發音：[siʁstal]；洛林法兰克语：Siirschel）是法国摩泽尔省的一个市镇，属于萨尔格米讷区。

## 地理
锡尔斯塔勒（49°2'37"N, 7°20'54"E）面积10.51 平方千米，位于法国大東部大區摩泽尔省，该省份为法国东北部内陆省份，是洛林的一部分，西南接默尔特-摩泽尔省，东临下莱茵省，北与卢森堡和德国接壤。
与锡尔斯塔勒接壤的市镇（或旧市镇、城区）包括：昂尚贝尔、奥特维莱尔、兰巴赫、小雷代尔尚、雷耶斯维莱尔。

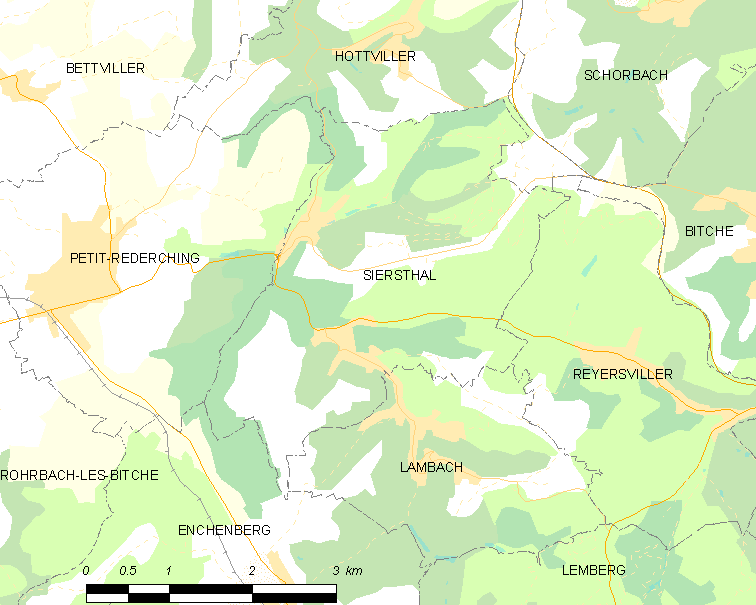
锡尔斯塔勒的OSM定位图

锡尔斯塔勒的时区为UTC+01:00、UTC+02:00（夏令时）。

## 行政
锡尔斯塔勒的邮政编码为57410，INSEE市镇编码为57651。

## 政治
锡尔斯塔勒所属的省级选区为比奇县。

## 人口

1962-2008年间锡尔斯塔勒人口变化图示

锡尔斯塔勒于2022年1月1日时的人口数量为644人。